# Janusz Pluciński
Janusz Pluciński (ur. 11 maja 1925 w Poznaniu, zm. 15 kwietnia 1999 we Wrocławiu) – polski chemik, z zamiłowania entomolog-koleopterolog amator.

## Życiorys
Po II wojnie światowej zamieszkał we Wrocławiu, gdzie studiował chemię na Politechnice Wrocławskiej. Całą karierę zawodowa związał z uczelnią z tą instytucją, w 1947 będąc studentem został zastępcą asystenta w Katedrze Chemii Organicznej. W 1948 przeniósł się do Katedry Technologii Materiałów Wybuchowych, gdzie doktoryzował się w 1961, habilitował się w 1969, a w 1990 został profesorem uniwersyteckim, by rok później przejść na emeryturę. Działalność zawodowa Plucińskiego koncentrowała się na chemii stosowanej.

## Entomologia
Janusz Pluciński był zagorzałym kolekcjonerem chrząszczy kózkowatych (Cerambycidae, Disteniidae i Vesperidae) oraz ryjkowcowatych (Rhynchitidae i Attelabidae). Po jego śmierci jego zbiory zostały przekazane do Muzeum Przyrodniczego Uniwersytetu Wrocławskiego. Składają się z 9180 okazów reprezentujących 1570 zidentyfikowanych gatunków nominalnych i podgatunków; z silną reprezentacją Cerambycidae (1254 gatunki i podgatunki), Rhynchitidae (106 gatunków i podgatunków) i Attelabidae (202 gatunki i podgatunki). Janusz Pluciński jest żywym przykładem koleopterologa-amatora, którego wiedza zyskała zasłużony szacunek wśród entomologów, a jego niezwykłe kolekcje stały się częścią spuścizny kilku pokoleń przyrodników, których okazy przechowywane są w Muzeum Przyrodniczym UWr.